# كارلوس دي ليرما
كارلوس دي ليرما (بالإسبانية: Carlos de Lerma)‏ هو لاعب كرة قدم إسباني في مركز الوسط، ولد في 7 أكتوبر 1984 في سان فيسينت دي الكنتارا في إسبانيا. لعب مع خيمناستيك طركونة ونادي ألباسيتي ونادي ديبورتيفو طليطلة ونادي سبتة ونادي قرطاجنة ونادي ليغانيس.

## وصلات خارجية
- كارلوس دي ليرما على موقع قاعدة بيانات كرة القدم.إي يو (الإنجليزية)
- كارلوس دي ليرما على موقع Soccerway.com (الإنجليزية)
- كارلوس دي ليرما على موقع AS.com (الإسبانية)